# The Rising Sun
The Rising Sun: The Decline and Fall of the Japanese Empire, 1936–1945 est un ouvrage de l'historien américain John Toland, publié par Random House en 1970, couronné en 1971 du prix Pulitzer de l'essai. Il est republié par Random House en 2003.
Chronique de l’ascension et de la chute de l'empire du Japon pendant la Seconde Guerre mondiale, de l'invasion de la Mandchourie et de la Chine jusqu'aux bombardements atomiques de Hiroshima et Nagasaki, du point de vue japonais, il s'agit selon les mots de l'auteur d'« une saga factuelle de personnes prises dans le flot de la guerre la plus écrasante de l'humanité, rapportée telle qu'elle s'est déroulée, embrouillée, ennoblie, honteuse, frustrante, pleine de paradoxes ».